# Ferdinandy György
Ferdinandy György (Georges, Gyuri) (Budapest, 1935. október 11. – Miami, Florida, 2024. január 7.) József Attila-díjas (1995) magyar író, költő, kritikus, irodalomtörténész, egyetemi tanár, az emigráns magyar irodalom egyik legfontosabb alakja. A francia írószövetség, a Magyar Írószövetség, a Magyar Művészeti Akadémia és a Nemzetközi Magyar Filológiai Társaság tagja.

## Életpályája

### Családi háttere, ifjúkora
Szülei Ferdinandy György (1904–1974) orvos, író és Rejtő Erzsébet (1912–2003) voltak. Az általános iskolában osztálytársa volt Sztankay István is. Középiskolai tanulmányait a Budapesti Piarista Gimnáziumban végezte el, ahonnan az utolsó évben eltanácsolták. 1954–1956 között a Fővárosi Autóbuszüzemben kalauzként dolgozott. 1956-ban felvették az ELTE BTK magyar–francia szakára, ahová csupán néhány hetet járt, majd kitört a forradalom.

### Emigrációban
A forradalom leverése után, december 13-án elhagyta az országot, és többedmagával Franciaországtól kért menedéket. 1956–1964 között Franciaországban (többek között) kőműves, orosz fordító és könyveladó volt. 1957–1960 között a strasbourgi és Dijoni Egyetem hallgatója volt, ezeken a helyeken irodalmat tanult.
1964–1976 között a Puerto Ricó-i Egyetem tanára, ahol spanyol nyelven oktatott, megszakításokkal 2000-ig. 1964–1970 között a Szomorú Vasárnap című, tizenkét lapszámos irodalmi folyóirat kiadója volt. 1969-ben a Strasbourgi Egyetemen – Remenyik Zsigmondból tézist írva – irodalomtörténeti doktori címet szerzett. 1976–1985 között a Szabad Európa Rádió külső munkatársa volt. 1981–86 között a Nyugati Magyar Széppróza Antológiáját szerkeszti, az NRF és a Le Monde munkatársa. 1987-ben hazatért Magyarországra, ekkor egy évig tanított az Eötvös Kollégiumban. 1992-ben a pécsi Janus Pannonius Tudományegyetemen tanított egy szemesztert.
2000 óta Puerto Rico és Miami között ingázva élt. A 2010-es évektől fogva pedig Miamiban és Budapesten élt kétlaki életet. Aktív szereplőjévé vált a magyar irodalmi életnek is; sokat tett a kortárs magyar irodalom népszerűsítéséért a latin-amerikai térségben.

## Irodalmi pályafutása
Első írásai francia nyelven, belga napilapokban jelentek meg. 1960-ban jelent meg első francia nyelvű novelláskötete, a Sziget a víz alatt (L'île sous l'eau). A kötet sikere után Louis-Ferdinand Céline és Blaise Cendrars kiadójával, Denoëllel köt szerződést. 1964-ben Az év egyetlen napja (Le seul jour de l'année) című elbeszéléskötetéért az egyik legrangosabb francia irodalmi kitüntetéssel, Saint-Exupéry-díjjal ismerik el. Első magyar prózakötete, 1965-ben Münchenben jelent meg Futószalagon címmel.
1988-ban a Magvető Kiadó publikálta első hazai könyvét, a Szerecsenségem története című kötetet. A kötet szerkesztője Bodor Ádám volt. 1993-ban A francia vőlegény című műve megkapta az Év Könyve elismerést. Ebben az évben tartották a Hurrikán című egyetlen színdarabja premierjét. A Wataridori Színkör a Remenyik Zsigmond életéről szóló munkát Juhász Dósa János felvidéki újságíró, kultúraszervező rendezésében, a budapesti Kodolányi János Intézetben mutatta be, 1993. május 20-án.
1995-ben József Attila-díjat kapott. 2013-ban a Magyar Művészeti Akadémia (MMA) tagja lett, de kilépett, majd 2015-től újra tagja a társaságnak. 2017-ben B. Révész László filmrendező dokumentumfilmet forgatott róla az MMA megbízásából. 2019-ben Prima Primissima Díjban részesült, az elismerést távollétében szerkesztője és barátja, Navarrai Mészáros Márton újságíró vette át. 2022-ben Karácsony Gergely, Budapest polgármestere Budapestért díjjal ismerte el, az elismerést Rab László újságíró, a szerző egyik barátja vette át.
Számos kiadó jelentette meg irodalmi alkotásait. 2008 óta a Magyar Napló Kiadó szerzője, 2021-ben indult el a hatkötetesre tervezett életműkiadása az Európa Könyvkiadónál, amelynek keretében eddig megjelent: Szerecsenségem története (2021); Mammuttemető és más történetek (2022), Örökség (2023).
Fordításai jelentek meg magyarról franciára, franciáról magyarra, magyarról spanyolra, spanyolról magyarra is. Kötetei német, bolgár fordításban is megjelentek.

### Írásművészetének jellemzői
Műveiben a modern nyugat-európai áramlatok, így a szürrealizmus és a francia "új regény" vívmányai is megjelennek. Szabadon váltogatja az idősíkokat, a valós és az álomszerű motívumokat. Költői jellegű leírásokkal és esszéisztikus kommentárokkal egyaránt gyakran él. Történeteihez hol budapesti, hol elzászi, hol pedig Puerto Ricó-i emlékeiből merít ihletet. Harsány színekkel festi le egzotikus környezetét (Egy nap a szigeten), egy Kelet-Európából jött ember távolságtartó iróniájával szemléli a nyugat-európai életet (Szabálytalan szerelem), s elégikus hangot üt meg, amikor tovatűnő ifjúságára tekint vissza (Helyzetjelentés félúton).

### Méltatása
Farkas Gábor elemzése szerint Ferdinandy György novellisztikájában mikszáthi derűvel anekdotázik; a hangnemen rendre átüt a humor. Esszéi csaknem az élőszó közvetlenségével hatnak. Mégis minden látszólagos könnyedsége ellenére írásai mélységesen komolyak és elgondolkodtatóak.
Az évtizedekre emigrációba kényszerült Ferdinandy írói világa időről időre fölveti azt a kérdést, tulajdonképpen mit is jelent a haza, és mikor (mitől) érezhetjük igazán otthon magunkat."
Munkássága egy hat évtizeden át tartó írói identitás- és feladatkeresés. Hazátlanság és hazatalálás, elindulások és megérkezések, idegenségérzet és sors-szembesülés ambivalenciája húzódik meg Ferdinandy György alapvetően hagyományosnak ható. mégis modern prózájának minden sorában.
„Nagyon nagy író volt, remek novellista. A történetei, a könyvei velünk maradnak. A Ferdinandy-univerzum” – írta Jenei Gyula költő a szerző halála után a közösségi médiában. "Ferdinandy György kiváló író és első osztályú novellista volt, számomra azonban ennél sokkal jelentősebb: a legfontosabb barátok egyike, aki nagy mértékben alakította az életemet. Barát, talán legjobb, talán atyai (jó)" – olvasható Navarrai Mészáros Márton nekrológjában, amelyet az Országút művészeti-kulturális lapnak írt. Utolsó köteteinek állandó szerkesztő – korábban nem publikált fotókkal, valamint Ferdinandy életében nem publikált A makuladegeneráció című jegyzetével együtt – megemlékezést írt az Új Szó napilapnak, az íróra emlékező jegyzetét az Új Ember katolikus hetilap közölte. "Bár élete semmiben nem volt tankönyvi, disszidenssége valahol tipikus: Budapesten született, az emigráció tette íróvá, egzotikumát sokaknak a távollét és az idegen szolgáltatta, végül Miamiban, a gyűlölt városban hunyt el. A Ferdinandy-univerzum valamennyi galaxisának mégis a magyar kultúra az alfája és ómegája" – állapította meg az Új Szóban megjelent búcsúztatóban.
"Hogy remek író volt, azt sokan megírták – de nem elegen. A »kisformák nagymestere«, az emigráns magyar irodalom egyik, ha nem utolsó bölénye, akinek »dzsungelszerű« életműve szinte megismerhetetlen. Értő dolgozatában Dérczy Péter azt állítja, hogy egyáltalán nincs regénye – amivel nem értek egyet, szerintem egész életében két-három hatalmas regény fejezeteit írta. Talán Reményi József Tamás (még egy friss, fájó veszteség) is ugyanezt mondja, amikor azt írja, hogy Ferdinandy kitalált egy olyan novellaformát, amiben minden történet újabb és újabb kistörténetre szakadozik, és végül a kötetekbe gyűjtött szövegekből »kialakul egy lánc”, »egyetlen nagy elbeszélés«, ami Bodor Ádám vagy Gion Nándor életművével rokon« – írta Száraz Miklós György író a Magyar Hírlap online felületén közölt, szépirodalmi nekrológjában.
Az Európa Könyvkiadó emlékezésében a "nyugati magyar irodalom egyik utolsó mohikánjának" nevezte, a Magyar Napló Könyvkiadó felidézte, hogy gondozásukban 22 könyve jelent meg. Halálát követően – mások mellett – Csender Levente, Petőcz András, Kukorelly Endre, Csikós Attila, Shrek Tímea, L. Simon László és Szandra Viola író-költők, Carlos Roberto Puerto Ricó-i egyetemi oktató, könyvkiadó is méltatással emlékezett meg róla. Radnai István költő, esszéista levél Ferdinandy Györgynek címmel verssel búcsúzott tőle. A Szépművészeti Múzeum a Tigris című novellája Facebookon történő közreadásával emlékezett a „kivételes íróra”, az alkotást gyűjteményük egyik, Kr. e. 7 – 4 .századi, bronzból készült macskaszobrával illusztrálták.
A Kulturális és Innovációs Minisztérium saját halottjának tekintette.

## Magánélete

### Házasságai
Első felesége a francia Colette Pexrethon volt, akinek tőle két fia, egy leánya született. Elmondása szerint háromszor vette feleségül a francia asszonyt.
1980-ban vette feleségül a kubai María Teresa Reyes (1951–) egyetemi professzort, lektort és műfordítót. 1981-ben született meg közös gyermekük, Jorge-José Ferdinandy.

### Betegeskedése
Kisebb-nagyobb egészségi panaszai visszaköszönnek irodalmi alkotásaiban, interjúiban is.
1987-ben ideiglenesen megvakult, de visszanyerte látását. 1999-ben prosztatarákot diagnosztizáltak nála, több műtéten esett át, ebből teljesen felépült. Akárcsak édesapjánál, nála is neuropátiát diagnosztizáltak. „Először prosztatarákom lett, abból szerencsésen kigyógyítottak. Később kezdődött a neuropátia, a lábaim bénulása, amivel nem lehet mit kezdeni, viszont lassan halad fölfelé. Nem várom meg, míg teljesen megbénít. Délelőtt rendesen, délután lassan járok, este már sehogy. Fájdalmas, de nem szedek fájdalomcsillapítót. Szörnyű, ha egy írónak nem fáj semmije.” – nyilatkozta Polgár Teréz Eszter újságírónak a Szimpatika magazinban, 2010-ben.
2023 novemberében súlyos tüdőgyulladással kórházba szállították – közölte szerkesztője és barátja, Navarrai Mészáros Márton újságíró a magyar sajtóval, aki később, az özvegy kérésére, először közölte a halálhírt a magyar közvéleménnyel.
Élete utolsó magyar nyelvű interjúját a kolozsvári Helikon irodalmi lapnak adta, amely 2023. december 8-án jelent meg. "Milyen lehet így a munka? Kínlódás és küszködés, mert makuladegenerációm van. Gyógyíthatatlan szembetegségem miatt beszűkült körülöttem a világ az elmúlt öt-hat évben. Nem ritkán egész álló napokig nem írok, máskor egy-két óráig tudom erőltetni a szemeimet. Ceruzával írok, nagy, üres, fehér papírlapokra, de sokszor már le sem gépeltetem az írásaimat" – vallott panaszairól a beszélgetésben.

## Önvallomása
Élete utolsó előtti interjúját Német Dániel újságírónak adta, a beszélgetés Magyar Nemzet kultúra rovatában, online november 29-én, printben december 2-án jelent meg. Ebben így fogalmazott:

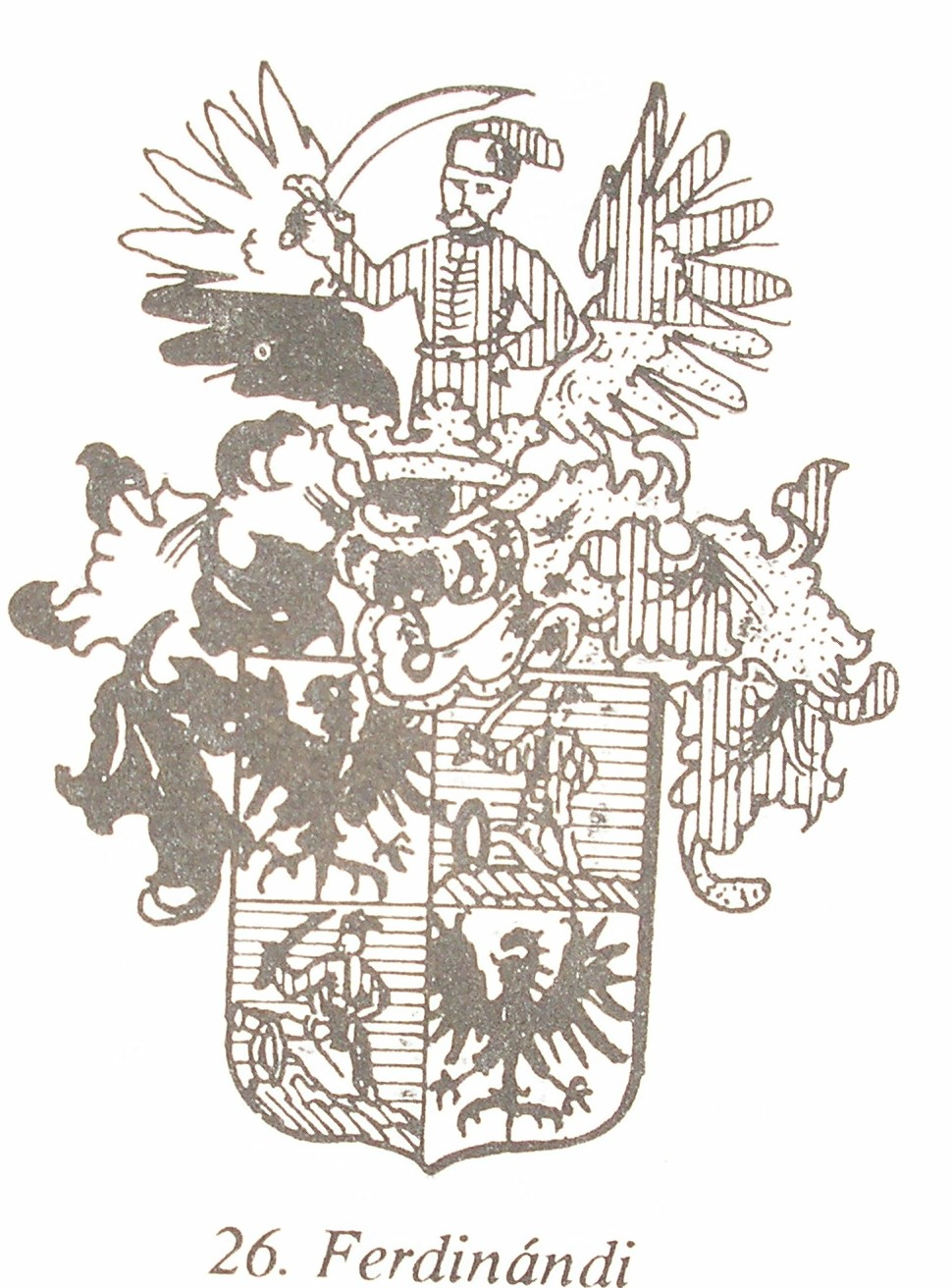
A Ferdinandy család címere

„Az elfranciásodásom nagyon festőinek tűnhet, akárcsak a későbbi elspanyolosodásom, de mégis az lett volna a legjobb, ha a Strasbourg egyetemen szerzett diplomámat berakom szépen a kofferembe, és hazajövök. Akkor magyar író válhatott volna belőlem. Sajnálom, hogy nem így történt.”

## Művei
- Contacts. Trois essais sur les influences franco-hongroises et hungaro-françaises de 936 á 1956 (esszék, 1958–1960)
- L'île sous l'eau. Nouvelles (Sziget a víz alatt); Impr. des Dernières Nouvelles, Strasbourg, 1960
- Famine au Paradis. Récits; Denoel, Paris, 1962 (Le champ libre)
- Látószeműeknek (versek, 1962)
- Avant l'orage (színmű, 1964)
- Tizenhárom töredék (versek, 1964)
- Hét szűk esztendő 1958–1964 (rajzok, riportok, krónikák, 1964)
- Futószalagon (elbeszélések, 1965)
- Az év egyetlen napja (Le seul jour de l'année) (elbeszélések, 1967)
- L'oeuvre hispanoaméricaine de Zs. Remenyik (1969, 1975)
- Nemezió González egyetemi tanár beszéde a Fekete-erdő állataihoz (elbeszélések, 1970)
- Itinéraires (elbeszélések, 1973)
- Chica, Claudine Cali, trois filles dans le monde (regény, 1973)
- Valenciánál a tenger (szövegek, 1975)
- Saldo a medio camino (elbeszélések, 1976)
- Fantômes magnétiques (elbeszélések, 1979)
- La Ferme de l'étang (mese, 1982)
- A mosoly albuma (elbeszélések, 1982)
- Mamuttemető. Magyarok a trópusokon (kisregény, 1982)
- Youri (regény, 1983)
- Nyugati magyar széppróza antológiája (válogatta, szerkesztette, 1983)
- Az elveszett gyermek (elbeszélések, 1984)
- Hors jeu (elbeszélések, 1986)
- A vadak útján. Elbeszélések; Framo, Chicago, 1986 (Szivárvány könyvek)
- Szerecsenségem története. Elbeszélések; Magvető, Budapest, 1988
- Furcsa, idegen szerelem. Novellák; Szépirodalmi, Budapest, 1990
- Üzenőfüzet (elbeszélések, 1991)
- Szomorú szigetek, Vadnyugati napló 1958–1988 (1992)
- Mémoires d'un exil terminé (elbeszélések, 1992)
- A francia vőlegény (elbeszélése, 1993)
- Távlattan. Vadnyugati glosszák, riportok, kritikák; Felsőmagyarország, Miskolc, 1994
- Az amerikai telefon (elbeszélések, 1996)
- Entre chien et loup (elbeszélések, 1996)
- Könyvészeti jegyzetek. 1959–1996 (1996)
- Nézem az életemet (elbeszélések, 1998)
- La fiancée de l'Est (elbeszélések, 1998)
- Hambre en el paraíso, Textos escogidos, 1962–1996 (elbeszélések, 1998)
- Egy régi placc; fotó Kecskeméti Kálmán; Kortárs, Budapest, 1999 (Phoenix könyvek)
- Chronique d'un retour (elbeszélések, 1999)
- Mágneses erővonalak. Válogatott kisregények; Kortárs, Budapest, 2000 (Phoenix könyvek)
- Gyönyörűen tudott fütyülni. Novellák; Ister, Budapest, 2001 (Ister kortárs írók)
- Vadnyugati tárcatár; Orpheusz Könyvek, Budapest, 2002
- Kalandozások; Orpheusz, Budapest, 2004
- Fényképem Balzackal; Kortárs, Budapest, 2004 (Phoenix könyvek)
- Robinson úr töprengései. Ferdinandy Györggyel beszélget Kulcsár Katalin; Orpheusz, Budapest, 2004
- Magányos gerle. Próza; Orpheusz, Budapest, 2005
- A Pourtalés-kastély lakói. Dokumentum; Noran, Budapest, 2005
- Chica. Trópusi lány; Hét Krajcár, Budapest, 2006
- Szél ellen. Lábjegyzetek, 1997–2007; Orpheusz, Budapest, 2007
- A bolondok királya; Orpheusz, Budapest, 2007.
- Csak egy nap a világ. Novellák; Magyar Napló–Írott Szó Alapítvány, Budapest, 2008
- Az amerikai menekült, Három 56-os fiatal életútja; Magyar Napló–Írott Szó Alapítvány, Budapest, 2009
- Egy sima, egy fordított. Anyám; Magyar Napló–Írott Szó Alapítvány, Budapest, 2010
- Trópusi szerelem; Pallas-Akadémia, Csíkszereda, 2010 (Utak, tájak, emberek)
- Kérdések Istenkéhez, 2008–2010. Novellák; Magyar Napló, Budapest, 2011
- Pók a víz alatt. Novellák; Magyar Napló, Budapest, 2012
- Útközben. Michel naplója; Hét Krajcár, Budapest, 2012
- Mélyebbre. Elbeszélések, jegyzetek; Magyar Napló, Budapest, 2013
- A francia asszony; Magyar Napló–Írott Szó Alapítvány, Budapest, 2014
- Álomtalanítás. Írások, 2013–2015; Magyar Napló, Budapest, 2015
- Fortuna szekerén. Válogatott elbeszélések, 1965–2015; Balatonfüred Városért Közalapítvány, Balatonfüred, 2015 (Tempevölgy könyvek)
- Kagylócska. Egy szerelem története; Magyar Napló, Budapest, 2016
- Fekete karácsony; Fokusz Egyesület–Magyar Napló, Budapest, 2016
- Az ingázás dicsérete; Orpheusz, Budapest, 2017
- Meglátogatjuk a múltat. Új írások 2015–2017; Magyar Napló, Budapest, 2017
- Vadnyugati origó; Scolar, Budapest, 2018
- Fájó holnapok. Rövidprózák; Magyar Napló, Budapest, 2018
- Sziget a víz alatt; Scolar, Budapest, 2019
- Könyv a világ végén. Rövidprózák; Magyar Napló, Budapest, 2020
- Tambo. Rövidprózák, jegyzetek; Magyar Napló, Budapest, 2021
- A hely, ahol élünk; Tarsoly, Budapest, 2022 (Hegyvidéki históriák)
- Szól a kakas; Magyar Napló, Budapest, 2022

### Az Európa Könyvkiadónál megjelent életműkiadása
- Szerecsenségem története; Európa, Budapest, 2021
- Mamuttemető és más történetek; Európa, Budapest, 2022
- Örökség; Európa, Budapest, 2023

## Díjai
- Del Duca-díj (1961)
- Saint-Exupéry-díj (1964)
- A hévízi Csokonai Vitéz Mihály Társaság Csokonai-díja (1989)[29]
- Az Év Könyve-jutalom (1993)
- József Attila-díj (1995)
- Márai Sándor-díj (1997)
- Krúdy Gyula-díj (2000)
- A nemzetközi PEN Club prózadíja (2000)
- A MAOE nagydíja (2006)
- Déry Tibor-díj (2008)
- Bertha Bulcsu-emlékdíj (2009)
- A Magyar Köztársasági Érdemrend tisztikeresztje (2011)[30]
- Arany János-díj (2015)
- Magyarország Babérkoszorúja díj (2019)
- Polgármesteri Ezüstérem Gödöllőért (2019)[31]
- Prima Primissima díj (2019)
- Budapestért díj (2022)[13]